# Ararat International Airlines
Ararat International Airlines är ett flygbolag med bas i Jerevan, Armenien, som kör passagerare från Zvartnots internationella flygplats. Bolaget bildades 2010 2010 (namnet kommer från berget Ararat) och består av 6 McDonnell Douglas MD-82-flygplan med en medelålder på 18 år.

### Fotnoter
1. ↑  ”Ararat International Airlines at”. Ch-aviation.ch. Arkiverad från originalet den 13 december 2010. https://web.archive.org/web/20101213102914/http://ch-aviation.ch/aircraft.php?search=set&airline=RRN&al_op=1. Läst 26 februari 2011.
2. ↑  ”Ararat International Airlines at”. Airlineupdate.com. Arkiverad från originalet den 3 december 2010. https://web.archive.org/web/20101203063651/http://www.airlineupdate.com/content_public/airlines/central_asia/armenia.htm.
3. ↑  ”Ararat International Airlines at”. Planespotters.net. http://www.planespotters.net/Airline/Ararat-Airlines.